# Упущенная галактика
«Упущенная галактика» (англ. A Disregarded Galaxy) — советский рисованный мультипликационный фильм Анатолия Солина и Инны Пшеничной, снятый на студии Творческое объединение «Экран» в 1989 году. Экранизация одноимённого рассказа Евгения Шатько об инопланетянине, пытающемся установить контакт с учёными Земли. Фильм исполнен саркастической интонации в отношении мотива передачи знания.

## Сюжет
Однажды лесник Акимыч, обходя свой участок, стал свидетелем удивительного явления: с неба спустился шар, и оттуда вышло странное человекоподобное существо. Оказалось, что пришелец прибыл из далёкой галактики с важным посланием. Имея всего час времени, он должен успеть передать земным учёным и академикам предмет, в котором сконцентрирована вся мудрость их цивилизации. Но так как в округе никого, кроме одинокого лесника, не оказалось, инопланетянин отдал артефакт Акимычу.

## Создатели
- Автор сценария: Анатолий Солин
- Режиссёры и художники-постановщики: Анатолий Солин, Инна Пшеничная
- Оператор: Владимир Милованов
- Звукооператор: Нелли Кудрина
- Художники-мультипликаторы: Светлана Сичкарь, А. Елизаров, Андрей Колков, Игорь Самохин
- Роли озвучивали: Лев Дуров — лесник Акимыч[7], Наталья Ромашенко, С. Симухина, О. Сидоркова
- Редактор: Т. Бородина
- Директор: Е. Бобровская

## Производство
Разрешение на использование литературной основы дала вдова писателя Евгения Шатько, сценарий написал Анатолий Солин. Выбор чёрно-белой стилистики был осознанным, как объясняли авторы, «чтобы создать особую эмоциональную атмосферу картины, вызывать напряжённость».
Фильм снят методом «тотальной анимации». Рисунок делался прямо на целлулоидном листе чёрной краской, а отдельный слой был залит белой краской. Создатели добивались эффекта, при котором изображение постоянно «вибрирует» или «мерцает»: «отсутствовало жёсткое застывшее изображение». По воспоминаниям создателей, процесс съёмки был очень кропотливым: на каждый кадр приходилось менять как слой с персонажем, так и слой с фоном.
Фильм был выпущен в том числе на английском языке.
В 2020 году фильм был отреставрирован энтузиастом методом апскейлинга до разрешения 8К.